# Jaroslav Sedlnický z Choltic
Jaroslav Sedlnický z Choltic (zemřel 1613) byl moravský šlechtic a leník olomouckého biskupa. Pocházel ze šlechtického rodu Sedlnických z Choltic. Vlastnil panství Fulštejn na Osoblažsku. 

## Životopis
Jeho rodiči byli Václav starší Sedlnický z Choltic a jeho manželka Eleonora Helena Supová z Fulštejna.
Po smrti otce se stal v roce 1572 majitelem obce Hrozová. V roce 1609 zemřel jeho bratr Jiří, který byl manským hofrychtářem a Jaroslav získal celé panství Fulštejn. Jaroslav byl leníkem olomouckého biskupa a kardinála Františka z Ditrichštejna, který jej pověřoval výkonem úředních úkonů, ke kterým patřilo zastupování biskupa na jednáních, byl také pověřen vyšetřováním vraždy manželky osoblažského hejtmana. Jaroslav byl jako ostatní členové rodu nekatolík. Jeho syn Karel Kryštof byl během stavovského povstání členem direktoria Moravského markrabství za panský stav.